# Тамборил-ду-Пиауи

Тамборил-ду-Пиауи на карте штата.

Тамборил-ду-Пиауи (порт. Tamboril do Piauí) — муниципалитет в Бразилии, входит в штат Пиауи. Составная часть мезорегиона Юго-запад штата Пиауи. Входит в экономико-статистический микрорегион Сан-Раймунду-Нонату. Население составляет 2753 человека на 2010 год. Занимает площадь 1587,296 км². Плотность населения — 1,73 чел./км².

## Демография
Согласно сведениям, собранным в ходе переписи 2010 г. Национальным институтом географии и статистики (IBGE), население муниципалитета составляет:
| Полное население                               | Полное население                               | Полное население                               | Полное население                               | 2753  |
| ---------------------------------------------- | ---------------------------------------------- | ---------------------------------------------- | ---------------------------------------------- | ----- |
| в том числе:                                   | Городское население                            | 1512                                           | Процент городского населения, %                | 54,92 |
|                                                | Сельское население                             | 1241                                           | Процент сельского населения, %                 | 45,08 |
|                                                | Мужское население                              | 1443                                           | Процент мужского населения, %                  | 52,42 |
|                                                | Женское население                              | 1310                                           | Процент женского населения, %                  | 47,58 |
| Плотность населения, чел/км²                   | Плотность населения, чел/км²                   | Плотность населения, чел/км²                   | Плотность населения, чел/км²                   | 1,73  |
| Население муниципалитета в % к населению штата | Население муниципалитета в % к населению штата | Население муниципалитета в % к населению штата | Население муниципалитета в % к населению штата | 0,09  |

По данным оценки 2016 года, население муниципалитета — 2851 житель.

## Статистика
- Валовой внутренний продукт на 2003 год составляет 4 629 747 реалов (данные: Бразильский институт географии и статистики).
- Валовой внутренний продукт на душу населения на 2003 год составляет 1999,89 реалов (данные: Бразильский институт географии и статистики).
- Индекс развития человеческого потенциала на 2000 год составляет 0,55 (данные: Программа развития ООН).